# Gepäckschließfach

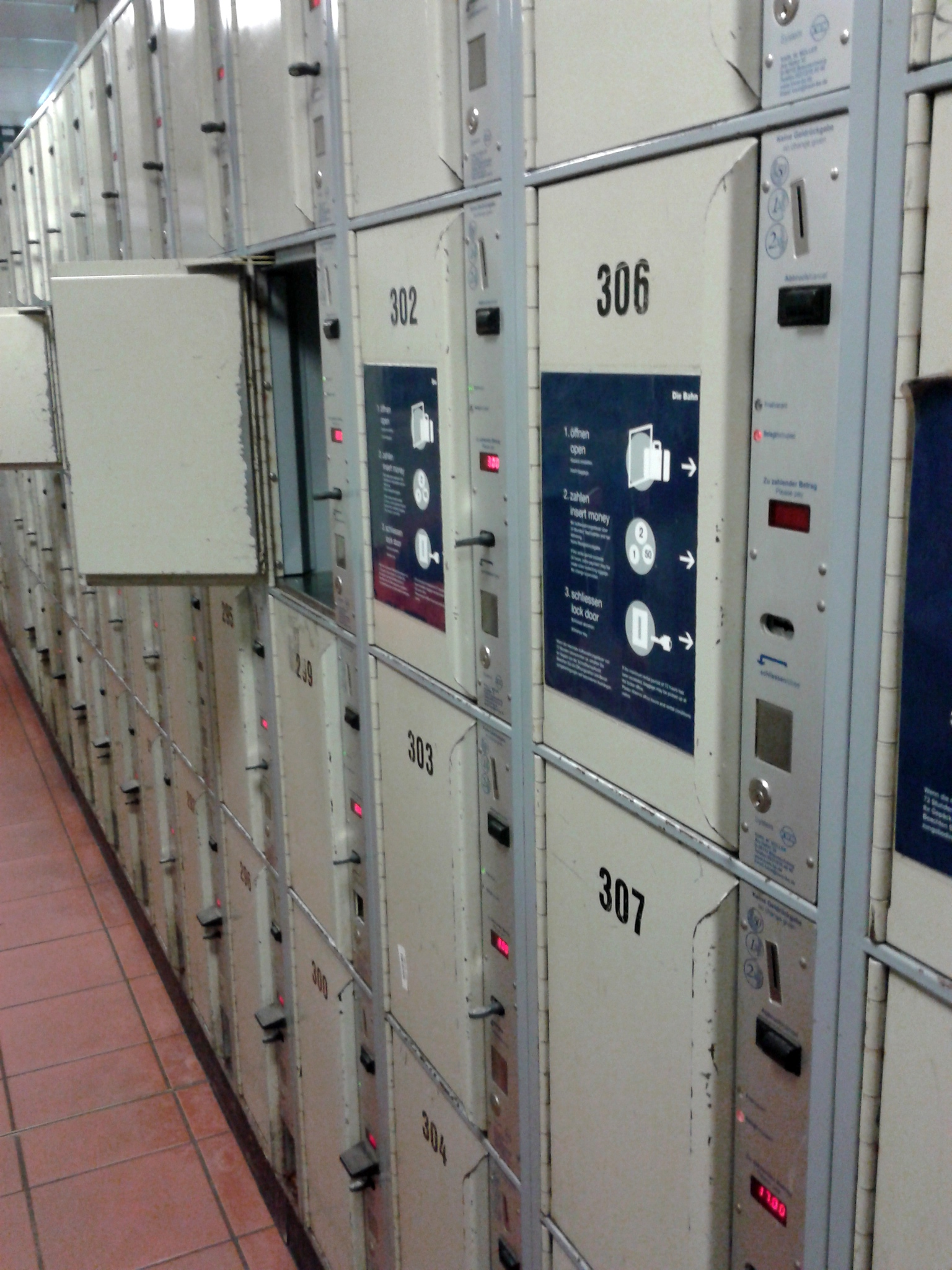
Gepäckschließfächer im Hamburger Hauptbahnhof

Ein Gepäckschließfach (auch: Gepäckmietfach, Gepäckaufbewahrungsautomat) dient der meist gebührenpflichtigen Aufbewahrung von Reisegepäck an größeren Verkehrsknotenpunkten wie Bahnhöfen und Flughäfen. Im Gegensatz zur personenbedienten Gepäckaufbewahrung sind Gepäckschließfächer eine Einrichtung zur Selbstbedienung.

## Klassische Gepäckschließfächer

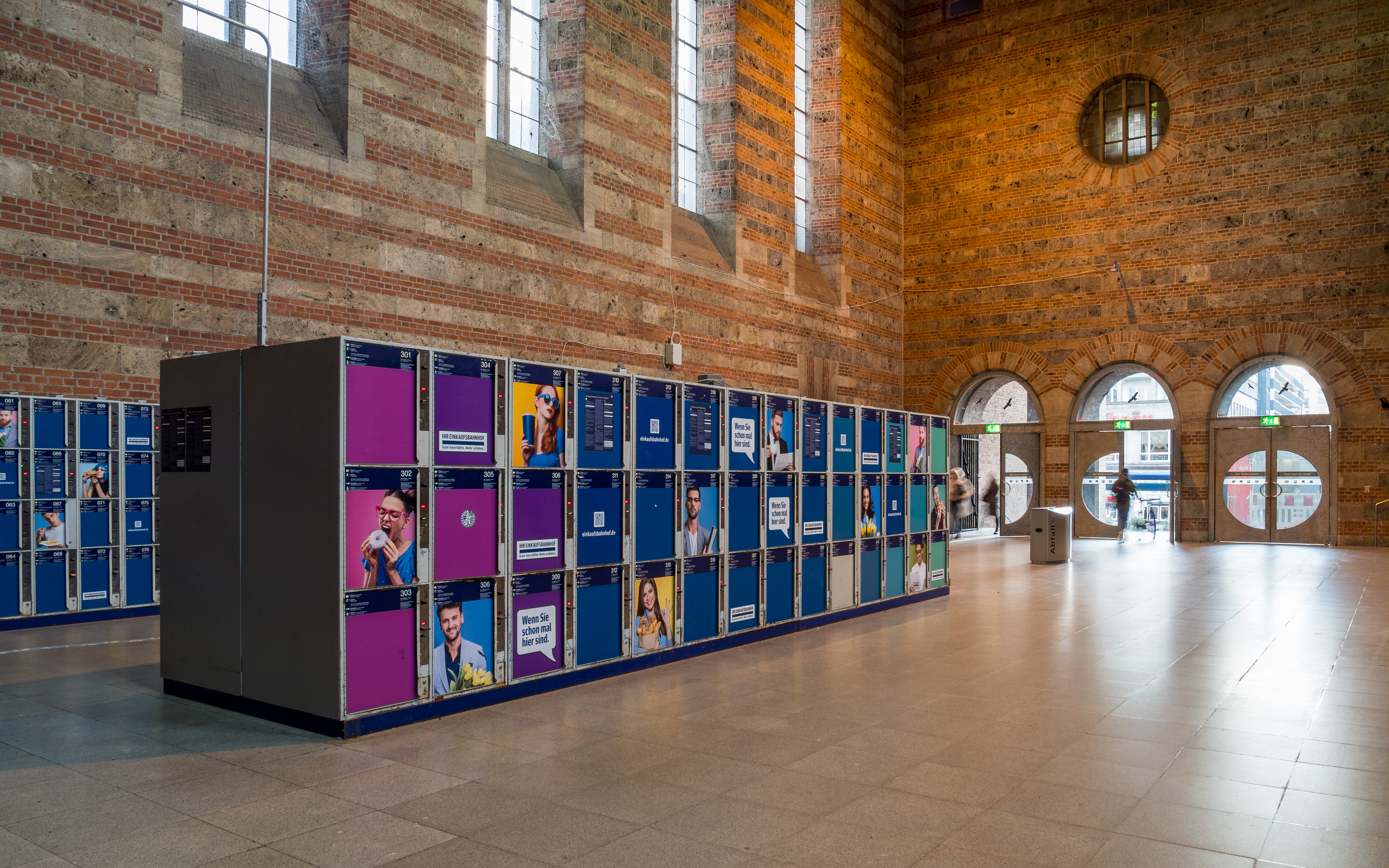
Schließfächer in Stuttgart Hbf

Klassische Gepäckschließfächer werden meist in größerer Anzahl und in mehreren Größen entweder in einem separaten Schließfachraum oder an einer Wand des Empfangsgebäudes aufgestellt. Sie sind üblicherweise so dimensioniert, dass Gepäckstücke in üblichen Größen hineinpassen – hierbei hat der Kunde häufig die Wahl zwischen verschiedenen Volumina, die unterschiedlich bepreist sind.
Es ist zwischen zwei Hauptvarianten dieser Art von Schließfächern zu unterscheiden. Zum einen existieren schlüsselbediente Anlagen, bei denen nach Schließen der Tür und Entrichtung des Mietpreises im Voraus ein Schlüssel abgezogen werden kann, der später zum Öffnen des Faches verwendet wird. Zum anderen gibt es zentral bediente Schließfachanlagen, bei denen zunächst das Schließfach über eine zentrale Bedieneinheit reserviert und bezahlt wird und schließlich das Gepäck in das zugewiesene Schließfach eingestellt wird. Hier erhält der Kunde zum Abholen seiner verwahrten Gegenstände eine Magnetstreifenkarte oder eine RFID-Münze.
Wurde bei Abholung des Gepäcks die vorausbezahlte Mindestmietdauer überschritten, so ist die zusätzlich anfallende Benutzungsgebühr für das Gepäckschließfach zu entrichten, bevor das Schließfach geöffnet werden kann. Erfolgt innerhalb einer festgelegten Zeitspanne (meist 72 Stunden) keine Abholung des hinterlegten Gepäcks, so wird das Schließfach durch die Schließfachaufsicht geöffnet und der Inhalt dem Fundbüro übergeben.

## Automatisierte Gepäckaufbewahrungsanlagen

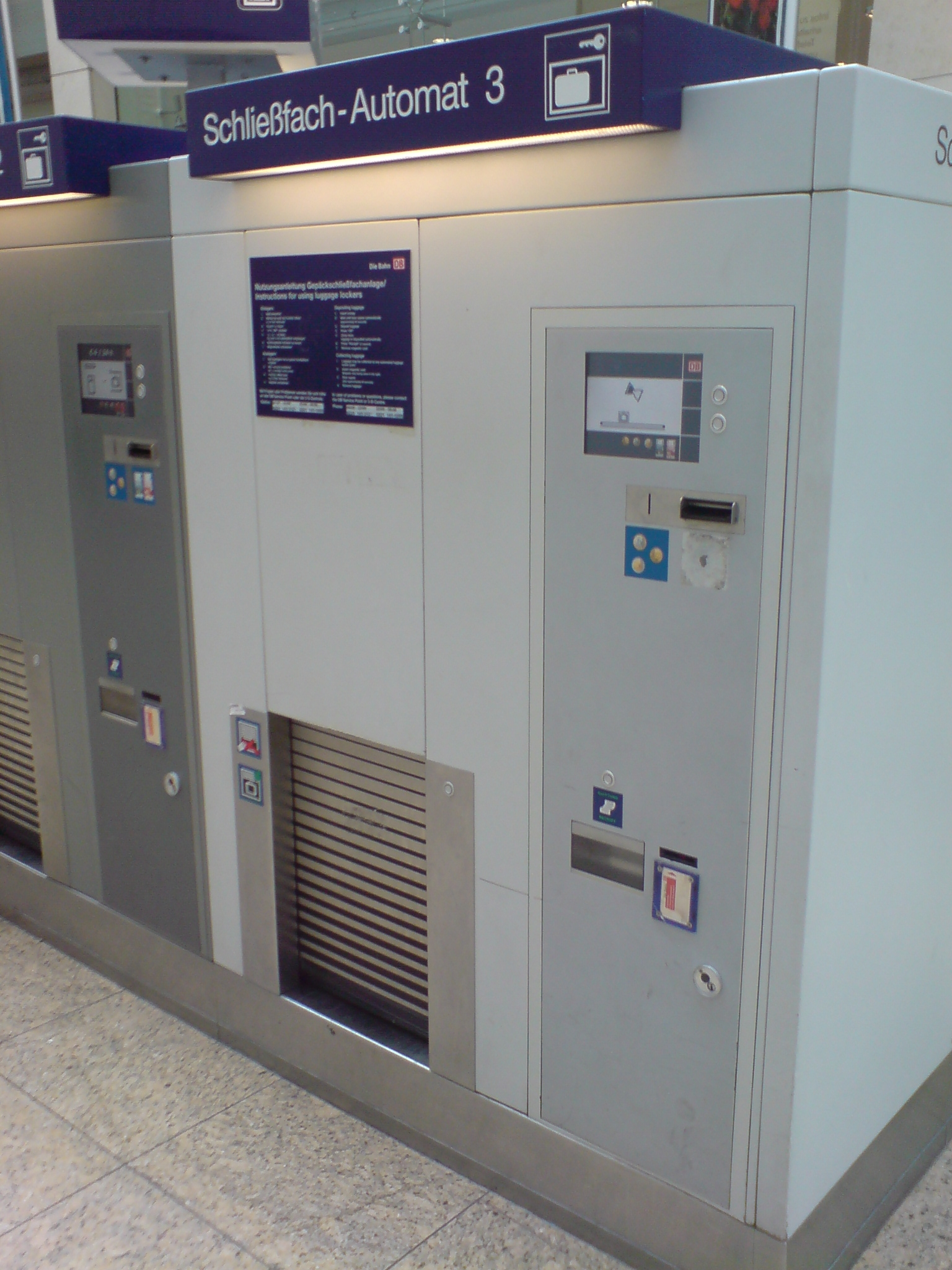
Automatische Schließfachanlage im Kölner Hauptbahnhof

Bei automatisierten Gepäckaufbewahrungsanlagen (z. B. im Kölner Hauptbahnhof) bedient der Kunde einen zentralen Abgabe- und Abholautomaten. Nach Entrichten des Mietbetrags am Automaten wird durch ein automatisches Fördersystem ein leerer Behälter zur Aufnahme des Gepäcks bereitgestellt. Nachdem dies erfolgt ist, fährt der Behälter ebenfalls automatisch in ein zentrales automatisiertes Lager, wo er für die Dauer der Aufbewahrung verbleibt. 
Als Quittung und zur Abholung des eingelagerten Gepäcks erhält der Kunde in diesem Fall ein elektronisches Identifikationsmedium (z. B. eine Magnetstreifenkarte). Nach Einlesen dieser Information am Automaten wird der Behälter mit dem Gepäck des Kunden innerhalb weniger Sekunden aus dem Lager gefahren, am Abholautomaten (der meist identisch mit dem Abgabeautomaten ist) bereitgestellt und geöffnet.
Hier besteht ein geringerer Platzbedarf, da der Lagerbereich für das Gepäck an schwer zugängliche Stellen (z. B. einen abgelegenen Raum oder den Keller) verlegt werden kann. 